# Dysglyptogona
Dysglyptogona é um gênero de traça pertencente à família Arctiidae.